# Det elektroniske naturmaleri
Det elektroniske naturmaleri er en eksperimentalfilm fra 1998 instrueret af Pernelle Maegaard efter manuskript af Pernelle Maegaard.

## Handling
En video med manipulerede billeder af naturen. Landskabsmaleriet har altid stået for det uskyldige, det rene. Naturen kan ikke omgøres. Jeg har taget fragmenter af naturen og manipuleret med dem, så det er blevet til konstrueret natur. De valgte billeder mente jeg at kunne forandre, så der opstår ny "unaturlig", konstrueret natur, sammensat efter nogle tanke- og følesesmæssige maleriske principper.